# Iassus zinnevia
Iassus zinnevia är en insektsart som beskrevs av Walker 1851. Iassus zinnevia ingår i släktet Iassus och familjen dvärgstritar. Inga underarter finns listade i Catalogue of Life.